# デカキン
デカキン（1985年6月4日 - ）は、日本の男性YouTuber、元お笑いタレント。
北海道旭川市出身。UUUM所属。　

## 来歴
- 1985年6月4日 - 北海道旭川市に生まれる[3]。
- 2008年 - 内田雷音とお笑いコンビ「ペッツェリン」を結成[1]。
- 2009年 - お笑いコンビを「まー雷音（まーらいおん）」に改名するも、9月に解散[1]。
- 2012年 - 山崎ユタカと松竹芸能所属のお笑いコンビ「ベイビーフロート」を結成[3]。当時は「にしやん」という芸名で活動していた。
- 2014年3月28日 - HIKAKINのモノマネYouTuberの「デカキン」として、YouTubeでの動画投稿を開始。
- 2015年9月 - YouTubeのチャンネル登録者数が10万人を突破。
- 2016年2月頃 - 動画の撮影者としても活動していた相方と仲が悪くなったことを理由にコンビを解散し、松竹芸能を退所[4][5]。
- 2016年6月9日 - GENESIS ONEに移籍[6]。
- 2016年11月24日 - GENESIS ONEを退所[7]。
- 2017年 - E-DGEに加入[8]。
- 2018年 - ワタナベマホトと期間限定でYouTuberコンビ「ぱふぱふチャンネル」を結成[9]。
- 2019年3月24日 - HikakinTVに投稿された動画にて、長らくモノマネをしていたHIKAKIN本人とワタナベマホトを仲介したドッキリ形式で初対面を果たす[10]。以降、HIKAKINと動画で共演する機会が多くなった。
- 2019年10月頃 - UUUMに移籍[11][12]。
- 2020年 - 東海ラジオのラジオ番組『クリエイターズ』に月曜日担当として出演。
- 2021年2月9日 - HIKAKINと共に日本テレビ系列『踊る!さんま御殿!!』に出演し、『踊るヒット賞』を受賞[13]。
- 2022年6月16日 - YouTubeのチャンネル登録者数が100万人を突破。
- 2023年9月3日 - YouTuberのかっつーとお笑いユニット「かっつーデカキン」を結成し、『M-1グランプリ2023』に参加[14]。2回戦進出を果たした[15]。

## 人物
- 身長178cm、体重140kg、バスト140cm、ウエスト140cm、ヒップ140cm[16]。
- 小学校・中学校（数学）・高等学校（数学）の教員免許を取得している[17]。
- 「ラップ巻き」のギネス世界記録を保持している[18]。
- YouTubeでは、当初HIKAKINのパロディ動画を投稿していたが、現在は主に24時間生活や大食い動画等を投稿している。
- 口癖は「止めろお前」だが「お前」と言う言葉を使う頻度が多い。

## 所属事務所
- 松竹芸能（2012年 - 2016年2月8日）
- GENESIS ONE（2016年6月9日 - 11月24日）
- E-DGE（2017年9月14日 - 2019年10月）
- UUUM（2019年10月 - 現在）

## 出演

### テレビ番組
- アフロの変（フジテレビ系）
- 水曜日のダウンタウン（TBSテレビ、2015年9月16日・2023年8月2日）[19][20]
- 水曜夜のエンターテイメントバトル エンタX（テレビ東京系)[21]
- ポチっと発明 ピカちんキット（テレビ東京系）[22][23]
- #ミレニアガール（フジテレビ系）
- 松之丞カレンの反省だ!（テレビ朝日系）[24]
- 内村のツボる動画大賞（テレビ東京系）[25]
- テストの花道 ニューベンゼミ（NHK Eテレ）
- すぽると!（フジテレビ系）
- 踊る!さんま御殿!!（日本テレビ系、2021年2月9日）- 今週の踊る！ヒット賞を受賞[13]。

### ラジオ番組
- クリエイターズ（東海ラジオ放送、2020年3月 - 12月）
- ミュ～コミ+プラス（ニッポン放送）[16]

### CM
- ソフトバンク（2023年） - HIKAKINと共演[26]。

## 関連人物
- HIKAKIN - デカキンがかねてよりモノマネしているYouTuber[27]。前述の通り2019年に初対面を果たし、2021年には『踊る!さんま御殿!!』[13]、2023年にはソフトバンクのCMで共演している[26]。
- ワタナベマホト - かつては多くのコラボ動画を投稿しており、マホトとのコラボを機にデカキンの認知が広まった。初コラボでにてマホトがデカキンの胸を掴み、「おっパブじゃねぇよ」という定番のフレーズが生まれた。2018年にはコンビ「ぱふぱふチャンネル」を結成[9]。2019年にはマホトの仲介により、HIKAKINと初対面を果たした[10]。
- パーマ大佐 - かつて「マックスうざい」としてデカキンTVのメンバーとして活動していた[28]。過去の動画内のエンディング曲等を手掛けていた。
- 安藤なつ（メイプル超合金） - 芸人時代から仲が良く、HIKAKINと初対面した際は祝福コメントをTwitterに投稿した[29]。